# Утка (средний приток Чусовой)
У́тка (в среднем течении Дикая Утка) — река на Урале, в Свердловской области. Левый приток Чусовой.
Высота устья — 244 м над уровнем моря.

## Описание
Длина реки — 48 км, площадь водосборного бассейна — 476 км². Протекает в лесах по малонаселённой местности. Исток на западном склоне горы Шадровской (Киргишанский Увал), в 8 км к юго-западу от посёлка Кузино. Верхнее течение проходит по городскому округу Первоуральск, среднее — по Шалинскому городскому округу, в низовьях течёт по городскому округу Староуткинск. Общее направление течения — северное. Впадает в Чусовую по левому берегу в посёлке Староуткинск (328 км от устья).
В низовьях на реке создан крупный Староуткинский пруд.
На берегу реки чуть выше пруда расположена деревня Волыны, в бассейне также находятся посёлки Сабик, Меркитасиха, Уткинский Завод.
Основные притоки (левые, в скобках указана длина в км):
- Распаиха (20),
- Северная (22),
- Становая (17).

## Данные водного реестра
По данным государственного водного реестра России, река Утка относится к Камскому бассейновому округу, водохозяйственный участок реки — Чусовая от города Ревды до в/п посёлка Кына, речной подбассейн Камы до Куйбышевского водохранилища (без бассейнов рек Белой и Вятки), речной бассейн Камы.
Код объекта в государственном водном реестре — 10010100612111100010492.